# Saxtead
Saxtead är en by och en civil parish i distriktet East Suffolk i Storbritannien. Den ligger i grevskapet Suffolk och riksdelen England, i den sydöstra delen av landet, 130 km nordost om huvudstaden London. Orten har 342 invånare (2001).